# Beyond All Reason
Beyond All Reason est un jeu de stratégie en temps réel (STR) de science-fiction gratuit et open source actuellement en développement, disponible pour Windows et Linux,. Construit sur un fork du moteur SpringRTS connu sous le nom de Recoil, Beyond All Reason s'inspire fortement d'anciens titres STR comme Total Annihilation et Supreme Commander .  Bien qu'il soit encore en phase alpha, le jeu est entièrement jouable et peut être téléchargé via le site Web du projet. Dans son état actuel, Beyond All Reason propose des modes escarmouche et scénario solo ainsi que des modes PvP et coopératifs multijoueurs. L'équipe de développement prévoit de sortir le jeu sur des plateformes telles que Steam une fois que des étapes clés telles que la campagne et le matchmaking seront atteintes.

## Histoire
Beyond All Reason a évolué au fil des années à partir d'une lignée de projets communautaires au sein du moteur SpringRTS. Le moteur, publié sous la licence open source GPL en avril 2005, a été conçu pour recréer le style de jeu de Total Annihilation, un STR classique de Cavedog. Cela a suscité l'intérêt des développeurs et des passionnés de STR, conduisant à la création de nombreux projets qui ont élargi le portefeuille de jeux de la communauté SpringRTS. Parmi les titres notables développés au sein de ce moteur figurait Absolute Annihilation, un jeu basé sur le mod UberHack pour Total Annihilation . Un fork ultérieur d' Absolute Annihilation, appelé Balanced Annihilation, a servi de base de gameplay à Beyond All Reason.
Au départ, Beyond All Reason a commencé comme un effort pour remplacer tout le contenu lié à la propriété intellectuelle de Total Annihilation et s'est progressivement développé en un jeu entièrement original. La première œuvre d’art a été présentée en 2010 et le développement s’est poursuivi de manière sporadique jusqu’en 2013, date à laquelle le projet a perdu de son élan et a été abandonné. En 2019, une nouvelle génération de développeurs, ainsi que les créateurs originaux de Beyond All Reason, ont relancé le projet, le rendant jouable. Depuis lors, Beyond All Reason est en développement continu, améliorant divers aspects du jeu et de son infrastructure.

## Système de jeu
Le jeu offre le choix entre deux factions distinctes, Armada et Cortex. Le premier se concentre sur la vitesse et les tactiques furtives tandis que le second se concentre sur les tactiques de force brute. Chaque faction possède son propre ensemble d'infanterie robotique (bots), de véhicules, d'avions et d'unités navales . Le jeu se joue en commençant avec une unité: le commandant. De la même manière qu'un roi aux échecs, le joueur qui élimine en premier le commandant de son adversaire remporte la partie. Beyond All Reason propose plusieurs modes de jeu, notamment des parties en 1 contre 1, des parties en équipe jusqu'à 8 joueurs par camp, des parties en modes horde contre des adversaires contrôlés par ordinateur ainsi que des scénarios solo pour jouer hors ligne.
Beyond All Reason présente deux ressources différentes, l'énergie et le métal. Le joueur peut acquérir des ressources énergétiques en construisant des éoliennes, des capteurs solaires ou des générateurs d'énergie nucléaire. Le métal peut être acquis en construisant des extracteurs sur des gisements de métal ou en récupérant le métal dans les épaves d'unités ennemies ou alliées vaincues. Contrairement à de nombreux autres jeux de stratégie en temps réel, Beyond All Reason propose une économie en flux continu, dans laquelle les ressources présentes sur la carte ne sont pas limitées, mais peuvent au contraire être augmentées indéfiniment grâce à des bâtiments productions et aux unités. Ce système vise à permettre aux joueurs d’utiliser, au fil du temps, des unités de plus en plus destructrices, qui sont plus coûteuses mais aussi plus efficaces dans leurs rôles.
La physique et le terrain jouent un rôle dans le combat et la stratégie. Tous les projectiles sont simulés en temps réel, ils doivent donc tenir compte de la topographie du terrain dans leurs trajectoires. Les caractéristiques du terrain bloquent le signal radar, ce qui permet de cacher les unités à l'adversaire derrière des obstacles. De plus, les différents types d'unités interagissent également avec le terrain de différentes manières : alors que les robots pourraient escalader une grande colline, les véhicules auraient des difficultés sur une pente aussi raide. Cela permet un compromis entre la maniabilité et la puissance de feu lors du choix des unités à construire.
Beyond All Reason descend de Total Annihilation et, en tant que tel, de nombreux éléments de gameplay de base sont similaires. Cependant, il existe de nombreuses différences qui définissent Beyond All Reason comme un jeu distinct. Le nouveau moteur 3D permet un jeu beaucoup plus complexe, entièrement simulé et à plus grande échelle, tandis que les améliorations de l'interface augmentent simultanément la capacité d'un joueur à microgérer les ordres des unités individuelles du jeu.
En plus du moteur amélioré on trouve un framework d'interface personnalisable écrit en Lua, qui modernise l'interface d'origine. Par exemple, des ordres donnés à un groupe d’unités peuvent être tracés en ligne, appliqués sur une zone circulaire, et/ou encore être cyclés ou mis en répétition. De nombreuses fonctionnalités de l’interface utilisateur, comme la possibilité de déplacer les unités en traçant une ligne, modifient considérablement le gameplay d’origine.

## Développement

### Recoil Engine
Le moteur Recoil est un fork du moteur SpringRTS avec de nombreuses améliorations de performances et autres. Par exemple:
- Recherche de chemin multithread supplémentaire
- Textures, effets et éclairage remasterisés
- Nouveau moteur de rendu GL4 moderne

Les capacités de mise en réseau du Recoil Engine et sa capacité à simuler des batailles à grande échelle ont été présentées lors d'un événement communautaire célébrant 40 000 membres Discord. Lors de cet événement, les matchs ont battu des records de nombre de joueurs, avec jusqu'à 80, 110 et même 160 participants dans une seule partie. Cette étape importante a attiré l'attention de la communauté des joueurs au sens large et a été couverte par divers médias d'information et créateurs de contenu sur les jeux vidéo.

## Accueil
Beyond All Reason a été bien accueilli par la communauté et dans les critiques. Les avis soulignent la grande profondeur stratégique du jeu, la courbe d'apprentissage difficile, le gameplay PVP (joueur contre joueur), les batailles à grande échelle mettant en scène des centaines d'unités,  ainsi que son niveau élevé de finition et de polissage.
PCMag l'a résumé comme « le meilleur STR sorti depuis des années ». PC Gamer a déclaré : « Beyond All Reason repousse les limites avec des batailles communautaires absolument gigantesques. » Le magazine allemand GameStar l'a salué pour « les batailles les plus grandes et les plus explosives jamais vues dans un STR ». Au fil du temps, une communauté importante s’est formée autour du projet. Il a acquis une large reconnaissance internationale et a obtenu la 20e place dans le classement des jeux de stratégie préférés de tous les temps de Rock Paper Shotgun.
En donnant ses premières impressions sur le jeu, Chris Taylor a déclaré que voir Beyond All Reason était "surréaliste", et il a évoqué comment son travail original avait inspiré d’autres projets qui sont ensuite devenus "leur propre institution".